# MPEG-4 Parte 17
MPEG-4 Part 17, ou MPEG-4 Timed Text (MP4TT), ou formato de texto de streaming MPEG-4 é o formato de legenda baseado em texto para MPEG-4, publicado como ISO / IEC 14496-17 em 2006. Foi desenvolvido em resposta à necessidade de um método genérico para codificação de texto como um dos componentes multimídia em apresentações audiovisuais.
Ele também é transmitível, o que foi um dos principais aspectos na criação do formato. Ele é destinado principalmente para uso no contêiner .mp4, mas também pode ser usado no contêiner .3gp como 3GPP Timed Text (TTXT), que é tecnicamente quase idêntico ao .mp4, mas mais usado em celulares. O texto temporizado 3GPP é exatamente o mesmo que o texto temporizado MPEG-4 quando usado no contêiner .mp4. Ele também pode ser usado em outros formatos de arquivo com base no formato de arquivo de mídia base ISO.
O 3GPP aprovou o formato de texto cronometrado para serviços multimídia 3G no 3GPP TS 26.245 em 2004. MPEG-4 Parte 17 (ISO/IEC 14496-17:2006) definiu fluxos de texto que são capazes de transportar texto temporizado 3GPP. Para fluxos de texto 3GPP, a ISO/IEC 14496-17:2006 definiu uma estrutura de enquadramento genérica adequada para o transporte de fluxos de texto 3GPP através de uma variedade de redes (fluxo de transporte RTP e MPEG e fluxo de programa MPEG). A estrutura de enquadramento para fluxos de texto consiste nas chamadas Unidades de Texto Temporizadas (UTT).

## Implementações de suporte
O QuickTime Pro e o MP4Box podem criar ou produzir esses fluxos de legendas a partir de vários formatos de entrada de legendas. O MP4Box usa o FourCC tx3g para MPEG-4 Timed Text devido à sua compatibilidade inerentemente maior. O MPEG-4 Timed Text é fortemente baseado na semântica XML.
Em 7 de outubro de 2005, a VideoLAN adicionou suporte de decodificação para legendas MPEG-4 Timed Text no VLC.
Em 30 de outubro de 2005, Gabest adicionou suporte de decodificação para legendas MPEG-4 Timed Text no MPC.